# Decorum
Decorum oder Dekorum (lateinisch = das, was sich ziemt) bezeichnet ein Prinzip der antiken Rhetorik und umfasst das Schickliche und Angemessene sowohl in der öffentlichen Rede und der Dichtkunst als auch im Verhalten (lateinisch = decorum vitae). Eine Sache oder ein Verhalten wird als angemessen betrachtet, „wenn etwas von einem bestimmten Standpunkt aus und innerhalb eines gegebenen Rahmens als passend angesehen werden kann“. Was in einer Gesellschaft als angemessen und schicklich angesehen wird, das Decorum also nicht verletzt, ist abhängig von den herrschenden Normen und Tabus.

## Rhetorik
In der Antike wird Decorum im Kontext der Rhetorik behandelt. In der öffentlichen Rede sind ein angemessener Stil, Aufbau und Länge, der angemessene Zeitpunkt und die Art des Publikums, an das sich der Redner richtet, zu beachten. Erörterungen zum Verhältnis von Sprache und Rede und dem zu vermittelnden Sachverhalt finden sich schon in Aristoteles’ Poetik.
Am Beispiel des Dramas erläutert Horaz, dass der Inhalt eines Stücks die dargestellte Zeit historisch genau abbilden müsse. Stil und Sprache sollen dem Gegenstand des Stücks, der Situation, der Gattung und dem Alter sowie dem Charakter der handelnden Personen angemessen sein. Das Gleiche gelte auch für die Kunst.
Die Glaubwürdigkeit eines Redners wird nach dem römischen Rhetoriker Quintilian durch Einhalten des Decorums gestärkt, sie erleichtert die Behandlung besonders heikler Gerichtsfälle, wie Vergewaltigung oder Proskription sowie den Umgang mit Menschen aus der Unterschicht, aus anderen Ländern und Kulturen. Bei Cicero ist das Decorum erfüllt, wenn die Tugend sich in einer Aktion manifestiert: Decorum ist ein Aspekt der Tugend, so wie die Schönheit ein Aspekt der Gesundheit ist.

## Bildende Kunst

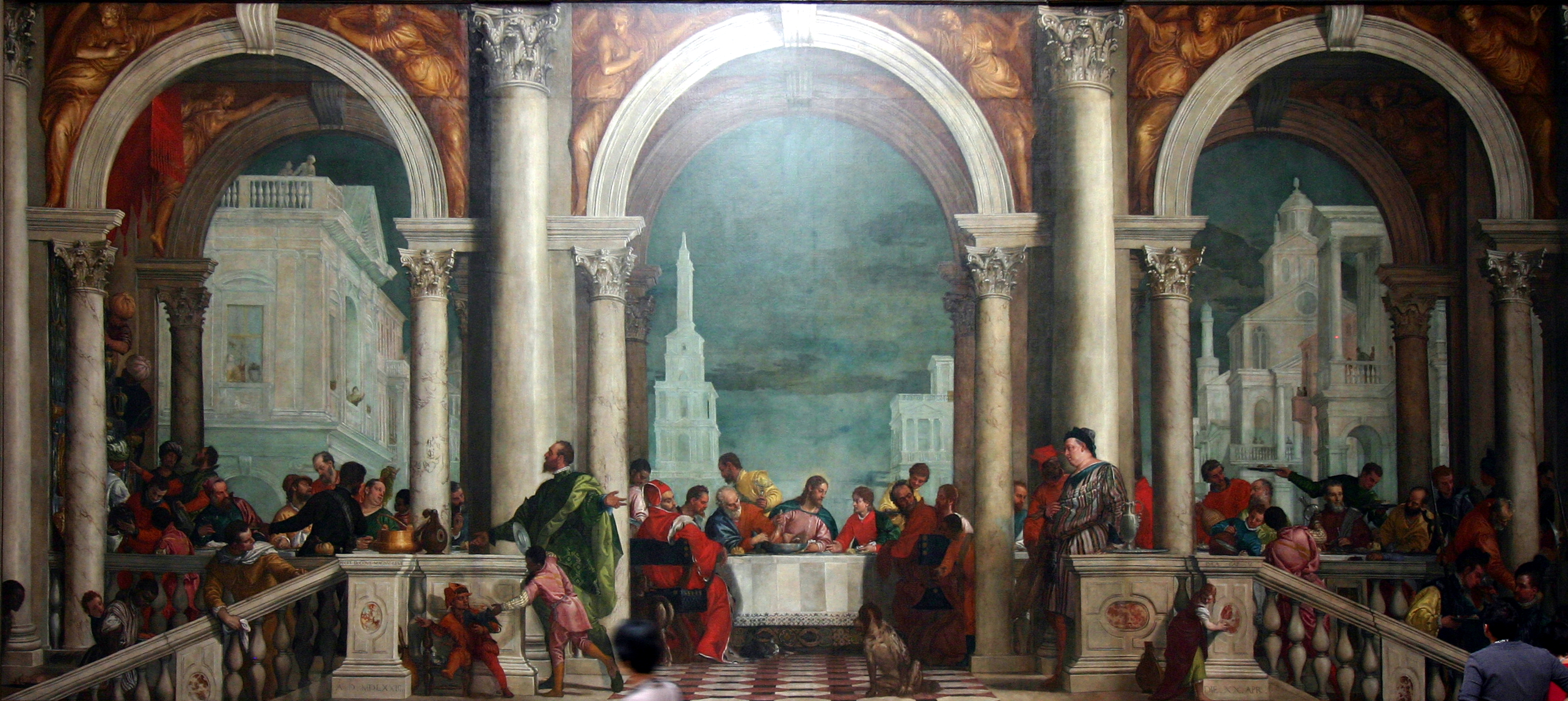
Das Gastmahl im Hause des Levi, 1573, Accademia, Venedig

Als kunsttheoretischer Begriff lässt sich dieser auf zwei unterschiedliche Bedeutungen des lateinischen Wortes decere zurückführen. Aus decet = es schmückt, ziert, kleidet, passt entwickeln sich Dekor und Dekoration, während das Decorum in der antiken Rhetorik und der Übernahme dieses Begriffs durch die Kunsttheoretiker der Renaissance sich schicken, gehören, ziemen beinhaltet. In dieser Bedeutung zielt der Begriff auf die Würde der Erscheinung eines Objektes, die der Zweckbestimmung entsprechen sollte.
Bei allen theoretischen Überlegungen haben sich jedoch nie verbindliche Regeln herausgebildet. Das Decorum ist immer relativ auf Thema und Ort, Auftraggeber und Publikum bezogen und ist im Einzelfall vom Künstler und seinem Auftraggeber abzuwägen.
Im Zuge der Rezeption antiker Rhetorikliteratur, wie Ciceros De oratore und Quintilian, und der Auseinandersetzung mit Vitruv fand der Begriff des Decorum Eingang in die kunst- und insbesondere architekturtheoretische Debatte der Renaissance. Kriterien einer angemessenen Darstellung in Historienbildern finden sich in Leon Battista Albertis Malereitraktat in den rhetorischen Begriffen von aptum (lateinisch = passend), convenevolezza (= das Gebührliche), modo und ordine (= Art und Weise sowie Anordnung), collocatio (= Wohlgeordnetheit) und ornamentum (= Schmuck).
Nach dem Konzil von Trient erfuhr das Decorum im Bereich der religiösen Kunst eine Neubewertung. Die Darstellung von Nacktheit im Kirchenraum sollte nicht mehr geduldet werden, da sie gegen die Würde des Ortes verstoße. Veränderte Einstellungen zu dem, was als moralisch angemessen zu gelten hat, schlagen sich im Zusammenhang mit der in der Gegenreformation forcierten Kunstpolitik der Römisch-katholischen Kirche und entsprechenden Aktionen der Inquisition nieder.

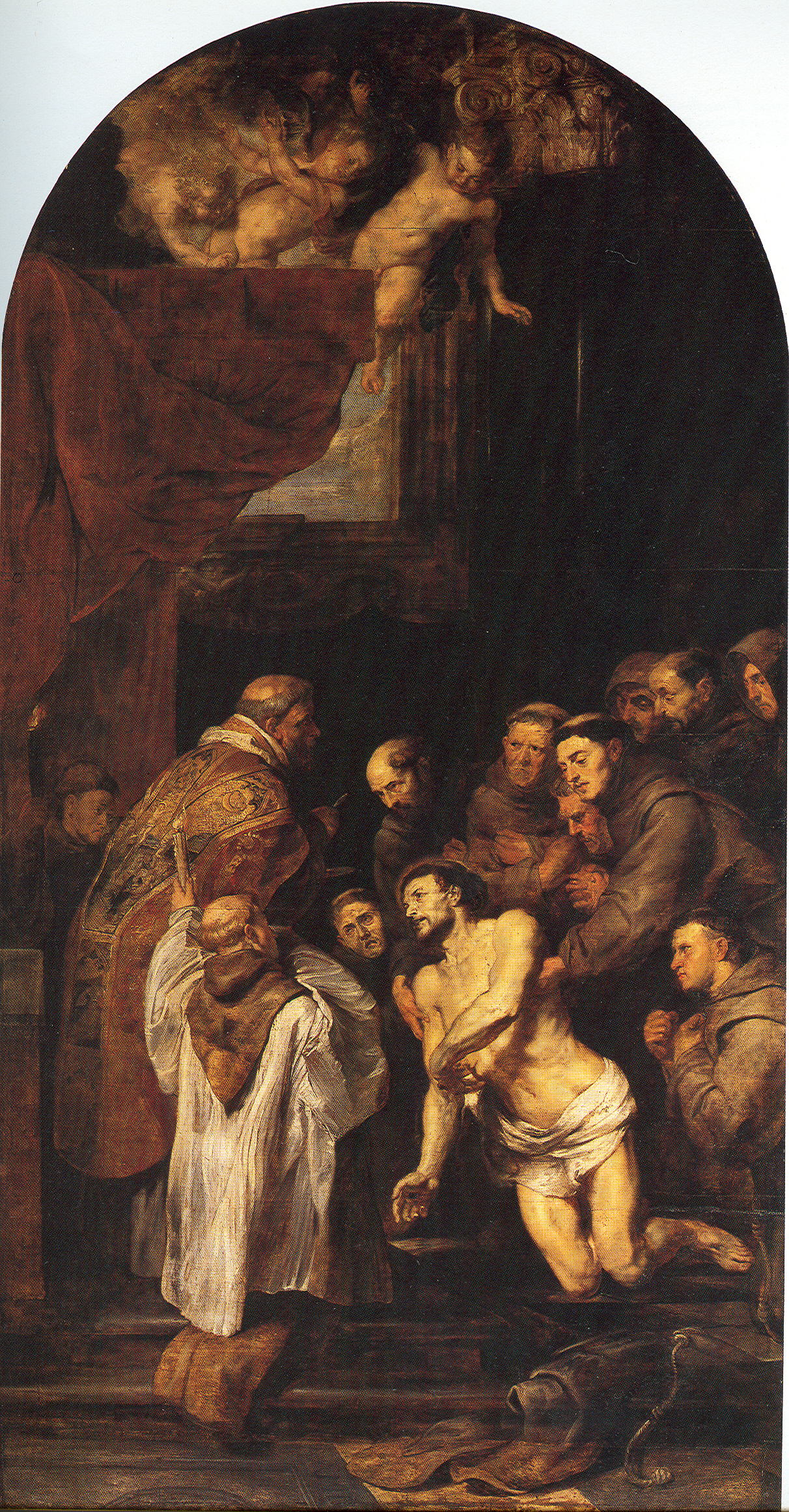
Peter Paul Rubens: Die letzte Kommunion des hl. Franziskus von Assisi

Prominentes Beispiel ist der Fall des Abendmahlbildes, das Veronese für das Refektorium eines venezianischen Klosters gemalt hatte. Veronese hatte vor der Inquisition über die Anwesenheit von Bediensteten, Söldnern und Hunden Stellung zu nehmen. Daraufhin wurde das Bild in „Gastmahl im Hause des Levi“ umbenannt.
Auch Michelangelo wurde Opfer neuer moralischer Empfindlichkeiten. Auf Anweisung von Pius IV. hatte Daniele da Volterra auf Michelangelos „Jüngstes Gericht“ in der Sixtinischen Kapelle Anstößiges zu übermalen, was ihm unter Spöttern den Spitznamen „Hosenmaler“ eintrug.
Caravaggio, dessen Bilder gezielt gegen alle damals geltenden Konventionen der Malerei verstießen, wurde von seinen kirchlichen Mäzenen, die ihn für ihre Privaträume mit Aufträgen versorgten, geschätzt. Für das Altarbild des Hl. Matthäus in San Luigi dei Francesi hatte er zwar eine zweite Fassung zu malen, da der als Bauer gemalte Matthäus nicht dem Decorum eines Apostels entsprochen habe. So berichtet es Giovanni Pietro Bellori in seinen rund 50 Jahre nach Caravaggios entstandenen vite von seinem Standpunkt als Klassizist aus, zeitgenössische Quellen über diesen Vorgang gibt es allerdings keine. Andererseits begann mit dem Auftrag für S. Luigi dei Francesi Caravaggios Aufstieg in die erste Reihe der römischen Künstler, was sich z. B. in den deutlich gestiegenen Preisen für seine Bilder niederschlug.
Übermalt wurde auch ein „modello“ von Peter Paul Rubens, welches er für sein Gemälde „Die letzte Kommunion des Hl Franziskus von Assisi“ gefertigt hatte. Auf dem nackten Körper des Heiligen wurde in groben Strichen eine Mönchskutte gemalt. Das geschah so stümperhaft, dass die Kutte sich nicht der Schulter anschmiegt, sondern sich in Falten nach oben fortsetzt. Obwohl sich Rubens in dem Altarbild an die Überlieferung hielt, dass sich Franziskus in seinen letzten Stunden nackt wie bei seiner Geburt auf die Erde der Portiuncula-Kapelle legen ließ und so seine letzte Kommunion empfing, waren der Übermaler oder sein Auftraggeber noch um 1617 (oder später) derart in der Neubewertung der Nacktheit in der religiösen Kunst durch das Dekret über die Verehrung der Heiligen (1563) des Konzils von Trient befangen, dass sie sich über die Absicht des Malers hinwegsetzten.
Ein Beispiel aus dem 19. Jahrhundert sind die Tafeln mit den Stammeltern Adam und Eva des Genter Altars, die ein anonymer Maler mit einem Fellschurz bekleidet hat.

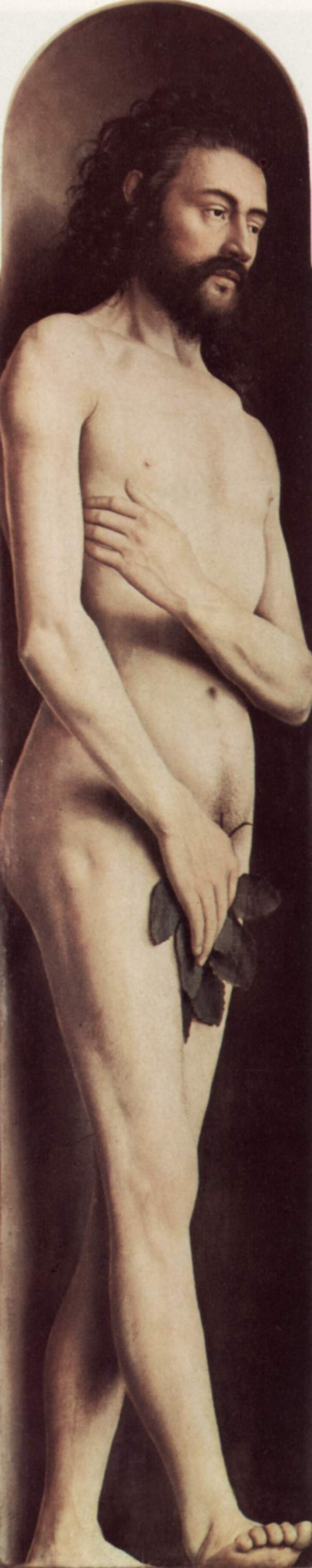
Adam des Genter Altars, um 1430
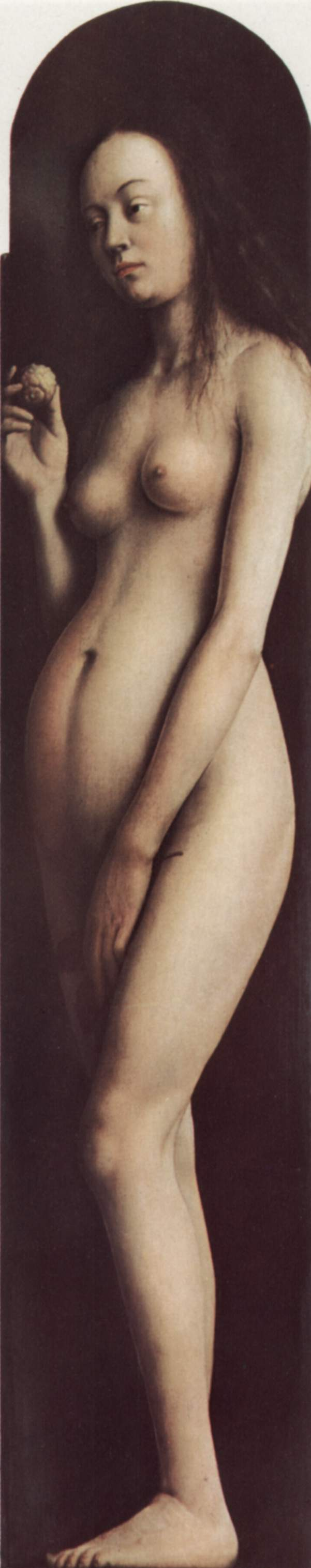
Eva des Genter Altars
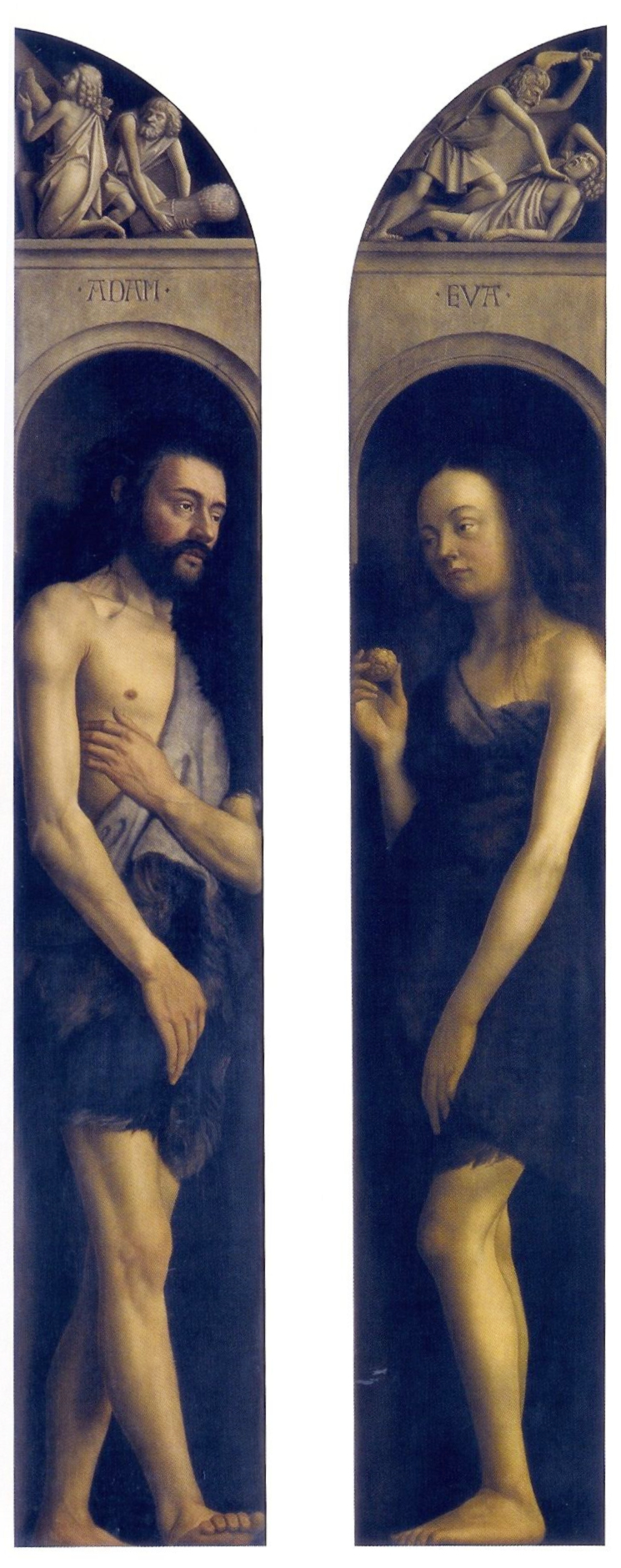
Adam und Eva des Genter Altars nach den Decorum-Vorstellungen des 19. Jahrhunderts

## Architektur und Ornament
Die Beachtung des Angemessenen galt nicht nur für Bildinhalte, sondern auch für die symbolischen Formen in Architektur und Ornamentik. Mehr oder weniger ausdrücklich zieht sich durch die ganze Architekturtheorie der frühen Neuzeit die Idee des decorum. So steht die Rustica für das machtvolle Äußere von Gefängnissen, Festungen, Gerichtsgebäuden. Das Bossenwerk an florentinischen Stadtplästen betont die Macht der hier residierenden Familien. Auch wenn sich die Architekten des 19. Jahrhunderts nicht mehr ausdrücklich auf den Begriff des decorum beriefen, wurden doch Kirchen im neogotischen Stil, Badeanstalten oder Zoologische Gärten im „maurischen“ Stil und Regierungsgebäude in dem als national konnotierten Stil der Deutschen Renaissance erbaut. Entsprechendes gilt für die Interieurs und die Ausstattungskunst bis hin zu den ornamentalen Details. Antike Ornamentformen verweisen auf Bildung und Gelehrsamkeit. Dem Damensalon waren zierliche Rokokomöbel angemessen, dem Herrenzimmer dunkel gebeizte Täfelungen in schweren Barock- oder Renaissanceformen.

## Decorum in Gesellschaft und Politik
Das Prinzip eines gesellschaftlichen Decorums oder der Schicklichkeit ist eng verknüpft mit dem Einhalten sozialer Konventionen, gefälliger Umgangsformen und Manieren und des Verhaltenskodex einer bestimmten Zeit, einer bestimmten Gesellschaftsschicht und einer bestimmten Institution oder Organisation (siehe auch Anstand und Etikette). In der vormodernen Staatenwelt von fundamentaler Bedeutung, spielen sie auch in den heutigen internationalen Beziehungen eine kaum zu überschätzende Rolle.
Juristen, Staatstheoretiker und Pädagogen hatten sich im 18. Jahrhundert mit der großen faktischen Bedeutung der Regeln sozialer Distinktion und der Mode auseinanderzusetzen. Diese Regeln waren als Instrument einer gesellschaftlichen Selbstregulierung für die innerstaatlichen Verhältnisse von Relevanz und wurden vielfach durch polizeiliche Maßnahmen abgesichert.
Der deutsche Frühaufklärer Christian Thomasius setzt den Begriff in einen Zusammenhang mit dem Naturrecht. Das Decorum ist zwar von normativer Macht, es schreibt gesellschaftliches Verhalten verbindlich vor, Verstöße können jedoch nicht juristisch sanktioniert werden. Im Decorum schlagen sich jene Bereiche sozialer Regulierung nieder, die bei Thomasius im als Zwangsbefehl gedeuteten positiven Recht nicht berücksichtigt werden.
Eine eher äußerliche Übertragung von Decorum-Prinzipien findet sich in den Briefen Lord Chesterfields an seinen Sohn. Geschrieben wurden die Briefe in der Absicht, den Sohn für eine politische Karriere und erfolgreiches Agieren auf dem diplomatischen Parkett tauglich zu machen.
Während das Wort im deutschen Sprachraum inzwischen so gut wie ausgestorben ist, ist es in den angelsächsischen Ländern noch sehr lebendig. Nicht nur auf dem Schulhof, sondern auch vor Gericht, im Parlament, in der UNO wird das Einhalten eines Decorum eingefordert. Innerhalb ihres Programms Model UN bietet die UNO ein Studienprogramm für den diplomatischen Nachwuchs aus aller Welt an unter dem Motto „Überbrückung der Ausbildungslücken und Weltbürgerschaft“ (Bridging the Education Gap and Creating Global Citizenship), zu dem auch ein Kurs über Decorum im Allgemeinen und um die Gepflogenheiten in der UNO im Besonderen zählt.